# Mookgophong/Modimolle
La municipalité locale de Mookgophong/Modimolle (Mookgophong/Modimolle Local Municipality) est une municipalité locale du district de Waterberg dans la province du  Limpopo en Afrique du Sud. Son chef-lieu est la ville de Modimolle (Nylstroom). Cette municipalité fut créée en aout 2016 à suite de la fusion de la municipalité locale de Modimolle avec celle de Mookgophong.

## Périmètre de la municipalité
La municipalité de Mookgophong/Modimolle comprend les villes de Nylstroom et de Naboomspruit ainsi que les villages, townships et localités de Phagameng, Vaalwater, Alma et Leseding. 

## Politique
Le gouvernement a procédé en 2015-2016 à un redécoupage des circonscriptions, réduisant de 21 le nombre de municipalités sud-africaines. Celle de Modimolle a notamment été supprimé pour les élections de 2016 à la suite de son amalgamation avec la municipalité locale de Mookgophong. 
À la suite des élections municipales sud-africaines de 2016, la nouvelle municipalité est remportée par une coalition regroupant l'Alliance démocratique (24,1 % des voix et 7 sièges), le front de la liberté (5,9 % des voix et 2 sièges) et les Economic Freedom Fighters (19,4 % des voix et 6 sièges) face au congrès national africain (47,6 % des voix et 13 sièges). Marlene van Staden (DA) est alors élue maire de la nouvelle municipalité. Le soutien réitéré des mêmes partis et le tirage au sort lui permet de rempiler pour un deuxième mandat à la suite des élections municipales sud-africaines de 2021 où l'ANC était pourtant arrivée en tête des suffrages exprimés.

## Liste des maires
- Marlene van Staden (Alliance démocratique) (1981-2023) du 23 aout 2016 au 8 juin 2023[2]
- Aaron Sebolai  (ANC), depuis le 13 juillet 2023[3]